# Chuck Henderson
Charles „Chuck“ Henderson (* 12. Dezember 1955 in Princeton) ist ein US-amerikanischer Sopransaxophonist des World Jazz. Er lebt heute in München.

## Leben und Wirken
Henderson begann im fünften Schuljahr Altsaxophon zu lernen. In den nächsten Jahren spielte er in Schulbands; 1975 besuchte er das Berklee College of Music, wo er bei Bill Pierce und Ray Copeland studierte. Erst seit 1984 war er als Berufsmusiker aktiv; unter anderem trat er mit Cecil Payne, Woody Shaw und Junior Cook auf. 1989 zog er nach Europa, wo er zunächst mit Billy Mitchell, Red Holloway, Doug Lucas, Lou Blackburn, Red Richards, Red Callender und Oliver Jackson konzertierte. Dann arbeitete er in Kopenhagen mit Ernie Wilkins und in Berlin mit Reggie Moore, Ralph Van Duncan, Rudy Stevenson und Walter Norris. Seit 1991 gehörte er acht Jahre lang zu Embryo, mit denen er durch Europa und Japan tourte; dabei spielte er auch mit Musikern wie Okay Temiz, Charlie Mariano, Mohamed Mounir und Houssaine Kili. Auch arbeitete er mit Mal Waldron und Steve Reid, mit denen er auch aufnahm, und gehörte zu George Greenes Hotline Band.

## Diskographische Hinweise
- Embryo Ibn Battuta (1992–95)
- Suchriddin The Way to Samarkand (2002, mit Monty Waters, Gerry Todd, Suchriddin Chonow)
- Steve Reid Spirit Walk (2005)
- Black Issues (2006, mit Mal Waldron, Raoul Walton, Fred Braceful, rec. 1994)